# Chrysopodes costalis
Chrysopodes costalis är en insektsart som först beskrevs av Schneider 1851.  Chrysopodes costalis ingår i släktet Chrysopodes och familjen guldögonsländor. Inga underarter finns listade i Catalogue of Life.